# Crim perfecte
Crim perfecte (títol original en anglès Dial M for Murder) és una pel·lícula estatunidenca de 1954 dirigida per Alfred Hitchcock. El guió és del dramaturg Frederick Knott, adaptat de la seva pròpia obra teatral, aquesta va ser estrenada el 1952 a la BBC i posteriorment als teatres del West End i Broadway. Grace Kelly va estar nominada al BAFTA a la millor actriu estrangera pel seu paper a la pel·lícula.
L'any 2008 Andrew Davis en va fer un remake sota el nom d'Un crim perfecte (A Perfect Murder), amb Michael Douglas, Gwyneth Paltrow i Viggo Mortensen en els papers principals.

## Argument
Tony Wendice (Ray Milland) vol assassinar la seva dona Margot (Grace Kelly) per aconseguir els seus diners. Fa xantatge a un antic conegut perquè entri a la casa en la seva absència i estranguli Margot quan aquesta rebi una trucada telefònica. Tanmateix, el pla falla, és ella la que mata el seu assassí i passa de ser víctima a ser sospitosa d'assassinat.

## Repartiment
- Ray Milland: Tony Wendice
- Grace Kelly: Margot Mary Wendice
- Robert Cummings: Mark Halliday
- John Williams: Inspector en Cap Hubbard
- Anthony Dawson: Capità Lesgate
- Leo Britt: narrador
- Patrick Allen: Detectiu Pearson
- George Leigh: Detectiu Williams
- George Alderson: primer detectiu
- Robin Hughes: Sergent de Policia O'Brien